# アシャレド・アピル・エクル
アシャレド・アピル・エクル（Asharid apal Ekur、在位：紀元前1076年 - 紀元前1074年）は中アッシリア王国時代のアッシリアの王。
ティグラト・ピレセル1世の息子として生まれ、父の死後王位についたが、国内はアラム人の侵入のために混乱していたと考えられる。何も分かっていない僅かな在位期間の後、弟のアッシュール・ベル・カラが王位を継いだ。